# Sunrise (Florida)
Sunrise is een plaats (city) in de Amerikaanse staat Florida en valt bestuurlijk gezien onder Broward County.

## Demografie
Bij de volkstelling in 2000 werd het aantal inwoners vastgesteld op 85.779.
In 2006 is het aantal inwoners door het United States Census Bureau geschat op 90.793, een stijging van 5014 (5.8%).

## Geografie
Volgens het United States Census Bureau beslaat de plaats een oppervlakte van
47,7 km², waarvan 47,1 km² land en 0,6 km² water.

## Plaatsen in de nabije omgeving
De onderstaande figuur toont nabijgelegen plaatsen in een straal van 12 km rond Sunrise.